# Selección de sóftbol de Checoslovaquia
La selección de sóftbol de Checoslovaquia fue el equipo nacional de Checoslovaquia.
La única aparición internacional del equipo fue el Campeonato Mundial de 1992 en Manila. Checoslovaquia 1-7 el grupo preliminar del Round Robin.